# دينيسي ويلكينز
دينيسي ويلكينز (بالإنجليزية: Dean Wilkins)‏ هو لاعب كرة قاعدة أمريكي، ولد في 24 أغسطس 1966.

## وصلات خارجية
- دينيسي ويلكينز على موقعبيزبول رفرنس.كوم (الدوري الرئيسي) (الإنجليزية)